# Chrysactinia truncata
Chrysactinia truncata là một loài thực vật có hoa trong họ Cúc. Loài này được S.Watson mô tả khoa học đầu tiên năm 1890.